# امراله ابجدیان
امرالله ابجدیان تاریخ‌نگارِ ادبیات انگلیس و استاد بازنشسته ادبیات انگلیسی دانشگاه شیراز است.
کار مشهور ابجدیان تاریخ ادبیات انگلیس می‌باشد که یازده جلد آن منتشر شده‌است. این کتاب دوازده جلد خواهد بود. از شاگردان وی می‌توان بهزاد قادری سهی، استاد ادبیات نمایشی را نام برد.

## آثار

### تاریخ ادبیات انگلیس (به فارسی)
1. تاریخ ادبیات انگلیس: ادبیات انگلیسی قدیم
2. تاریخ ادبیات انگلیس: ادبیات انگلیسی میانه
3. تاریخ ادبیات انگلیس: ادبیات رنسانس (به جز نمایشنامه)
4. تاریخ ادبیات انگلیس: شاعران سدهٔ هفدهم
5. تاریخ ادبیات انگلیس: نمایشنامه رنسانس
6. تاریخ ادبیات انگلیس: ادبیات روزگار بازگشت پادشاهی و سدهٔ هجدهم
7. تاریخ ادبیات انگلیس: شاعران رومنتیک
8. تاریخ ادبیات انگلیس: ادبیات روزگار ملکه ویکتوریا
9. تاریخ ادبیات انگلیس: شعر و نقد ادبی سدهٔ بیستم
10. تاریخ ادبیات انگلیس: نمایشنامهٔ سدهٔ بیستم
11. تاریخ ادبیات انگلیس: رمان سدهٔ بیستم
12. تاریخ ادبیات انگلیس: نقد سدهٔ بیستم (در دست نگارش)

### تاریخ ادبیات انگلیس (به انگلیسی)
- A Survey of English Literature, II volumes.[۴][۵]

### نوشته‌های پراکنده
مقالاتی به پارسی و انگلیسی در مجلّات مختلف از امراله ابجدیان طبع شده‌است.

### تصحیحات
- Doctor Faustus, Christopher Marlowe
- Macbeth, William Shakespeare

ابجدیان دستیار تصحیح شب دوازدهم شکسپیر برای سازمان MLA بوده‌است.